# Gustave Nicolas Pinel
Gustave Nicolas Pinel (1842-1896) est un peintre français.

## Biographie
Originaire des Riceys dans l'Aube où il naît le 14 avril 1842, fils d'Augustine Plannion et de François Pinel, le jeune Gustave Pinel part pour Troyes et entre à l'école de dessin, puis, boursier, monte à Paris en 1863, et s'inscrit dans les cours de l'atelier Barrias qu'il fréquente durant trois ans. Il se lance ensuite, pour gagner sa vie, dans des activités de décoration jusqu'en 1880. Il poursuit ses études durant cette période en étant inscrit aux cours du soir de l'atelier de Léon Bonnat. 
Installé à Montmartre, il fait ses débuts au Salon des artistes français en 1881, en présentant deux portraits peints dont le Portrait de Mme Charlier, d'après une actrice de l'Odéon. Il expose ensuite régulièrement à ce même salon, en en devenant membre sociétaire, jusqu'en 1896 : outre des portraits, il envoie des paysages, dont certains sont inspirés de la Normandie (Villerville) et de ses voyages en Tunisie en 1887 et en Algérie en 1892, où il aima séjourner pour raisons de santé. 

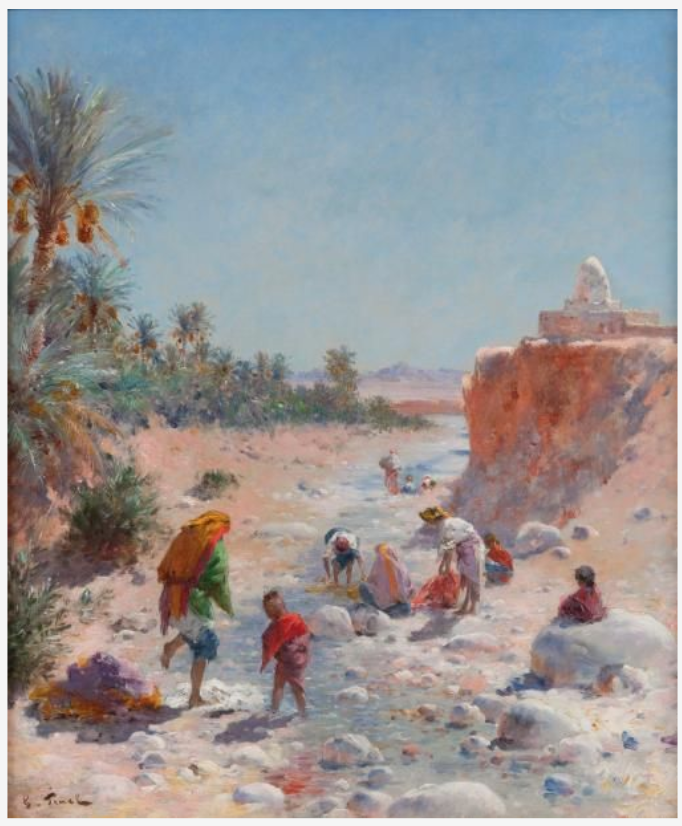
L'Oued de Bou Saâda, huile sur toile, Salon de 1896.

Sa dernière adresse parisienne est 56 cité des Fleurs. Très lié au poète Maurice Montégut, son décès, le 26 juin 1896, à l'hôpital Saint-Louis, est annoncé par la presse parisienne. La vente de son atelier a lieu les 24 et 25 février 1897 à Drouot.